# Catedral Metropolitana de Buenos Aires

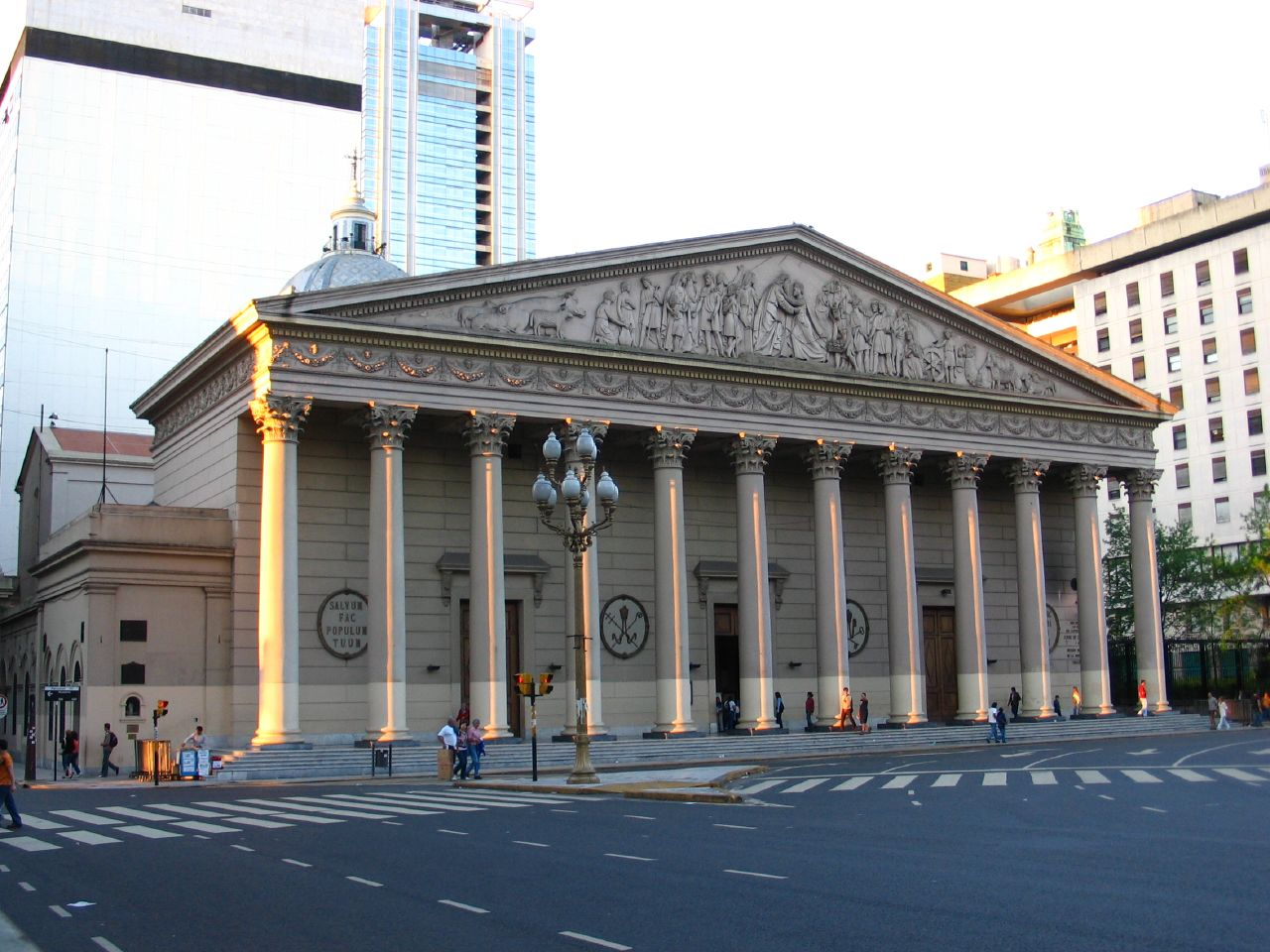
Catedral Metropolitana – Außenansicht

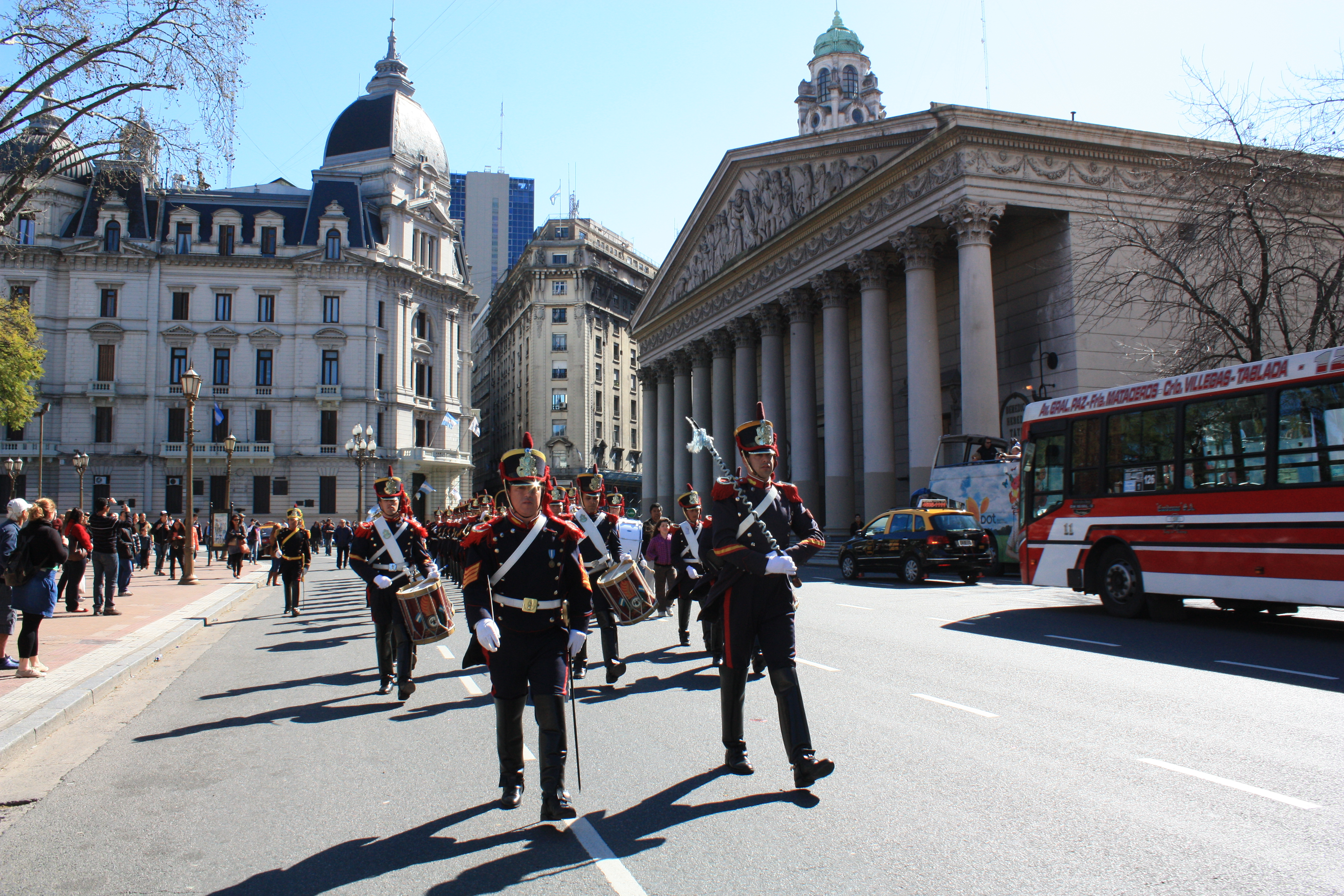
Kathedrale im Häuserensemble

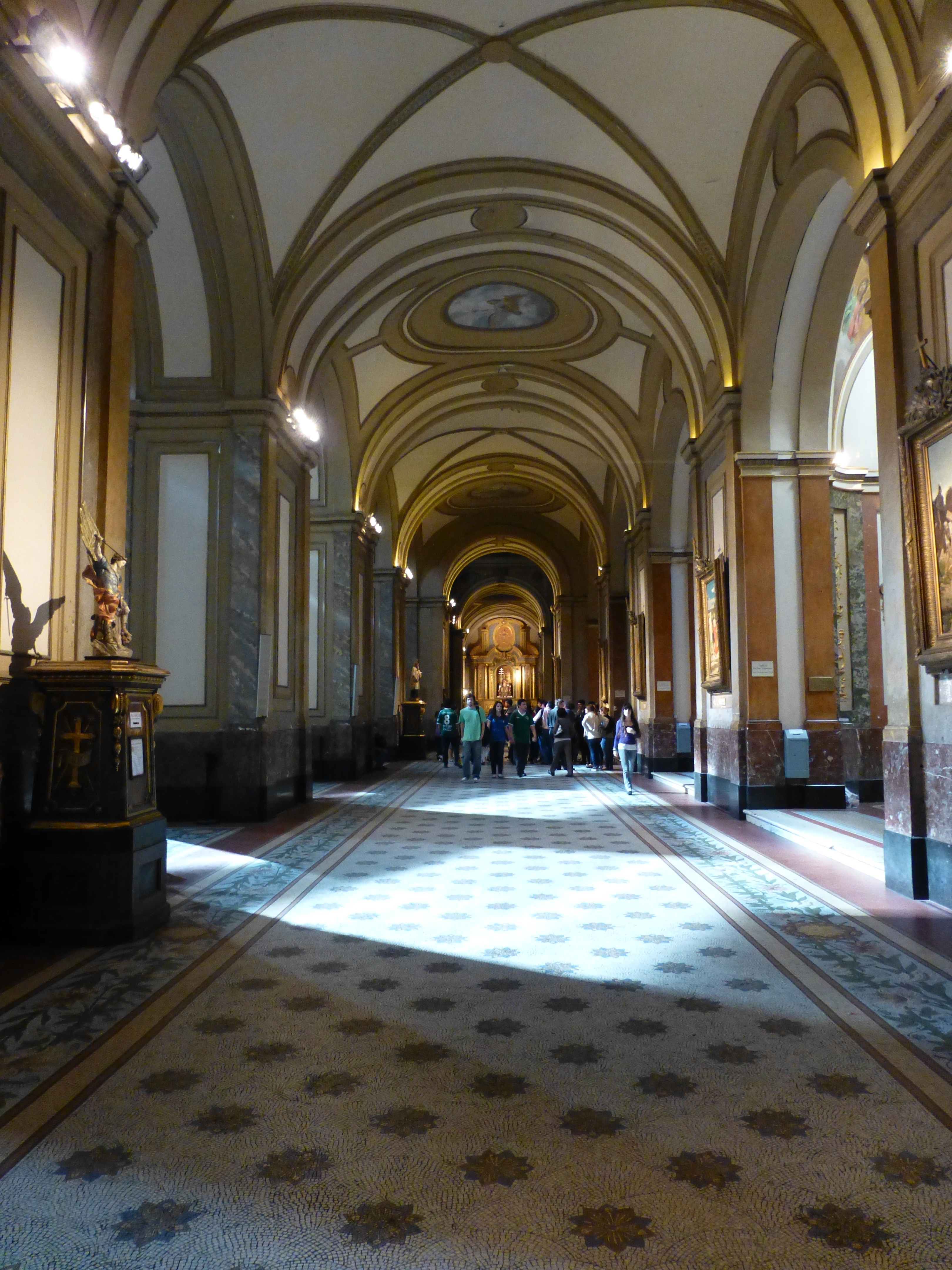
Eingangsbereich

Die Catedral Metropolitana Santísima Trinidad de Buenos Aires ist die Hauptkirche der Katholiken und Mutterkirche des Erzbistums in der argentinischen Hauptstadt Buenos Aires. Sie befindet sich im Stadtteil San Nicolás an der Plaza de Mayo, an der Straßenecke San Martín und Rivadavia.
Die Catedral Metropolitana, der hl. Dreifaltigkeit geweiht, hatte ihren ersten Vorgängerbau im 16. Jahrhundert und wurde seitdem mehrmals neu errichtet. Das derzeitige Kirchengebäude ist eine Mischung verschiedener Architekturstile. Das Kirchenschiff und die Kuppel stammen aus dem 18. und die Fassade aus dem 19. Jahrhundert. Der Innenraum beherbergt wertvolle Statuen und ein Altarretabel aus dem 18. Jahrhundert sowie eine reiche Dekoration im Neorenaissance- und Neobarock-Stil.
Die Kathedrale war Sitz des Erzbischofs Jorge Mario Bergoglio SJ, der am 13. März 2013 zum 266. Bischof von Rom und damit zum Papst und Oberhaupt der römisch-katholischen Kirche und des Staates der Vatikanstadt gewählt wurde.

## Geschichte und Architektur
Im Zuge der Gründung von Buenos Aires durch Juan de Garay 1580 wurde ein Grundstück am Hauptplatz der Stadt reserviert für den Bau der Hauptkirche. Dieser Platz ist bis heute Standort der existierenden Kathedrale, die eine Reihe von Vorgängerbauten auf dem Grundstück hatte.

### Als Pfarrkirchen errichtete Vorgängerbauten und die erste Kathedrale
Als Buenos Aires gegründet wurde, gehörte die Stadt zum Erzbistum Asunción im heutigen Paraguay. Das erste Kirchengebäude war ein bescheidener Holz- und Lehmbau und wurde bereits 1605 durch den Gouverneur Hernando Arias de Saavedra ersetzt. Das zweite Gebäude drohte 1616 einzustürzen und musste neu gebaut werden, was 1618 geschah. 1620 wurde Buenos Aires zum Sitz eines Bischofs und die Kirche erhielt den Status einer Kathedrale.

### Die zweite Kathedrale
Bischof Cristóbal de la Mancha y Velazco und der Gouverneur José Martínez de Salazar ließen ab 1662 eine neue, dreischiffige Kathedrale mit einem Holzdach und einem Turm bauen. Sie wurde 1671 geweiht. Aufgrund der schlechten Qualität der Baumaterialien zeigten sich schon ab 1678 strukturelle Schäden. Schließlich stürzte das Dach ein und zerstörte dabei das Altarretabel. Der Turm war so baufällig, dass er Anfang der 1680er-Jahre abgerissen werden musste.

### Die dritte Kathedrale
Daraufhin wurde ab 1684 im Auftrag von Bischof Azcona Imberto die Kathedrale wiederaufgebaut. 1695 war sie so weit fertig, dass darin Gottesdienste gefeiert werden konnten. Es fehlten noch die flankierenden Türme der Fassade und die Sakristei. Anfang des 18. Jahrhunderts stockten die Bauarbeiten aus Geldmangel. Der erste Turm wurde erst 1721 fertiggestellt. Die Errichtung des zweiten Turms folgte zwischen 1722 und 1725. Die Fassade wurde zwischen 1725 und 1727 durch den italienischen Jesuiten Giovanni Bianchi (auch Blanqui genannt) im Stil der italienischen Renaissance neu gestaltet.

### Derzeitiges Gebäude

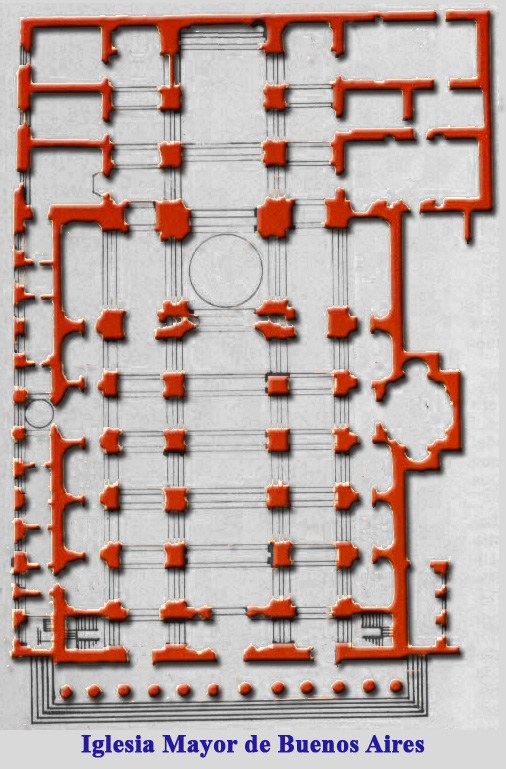
Grundriss

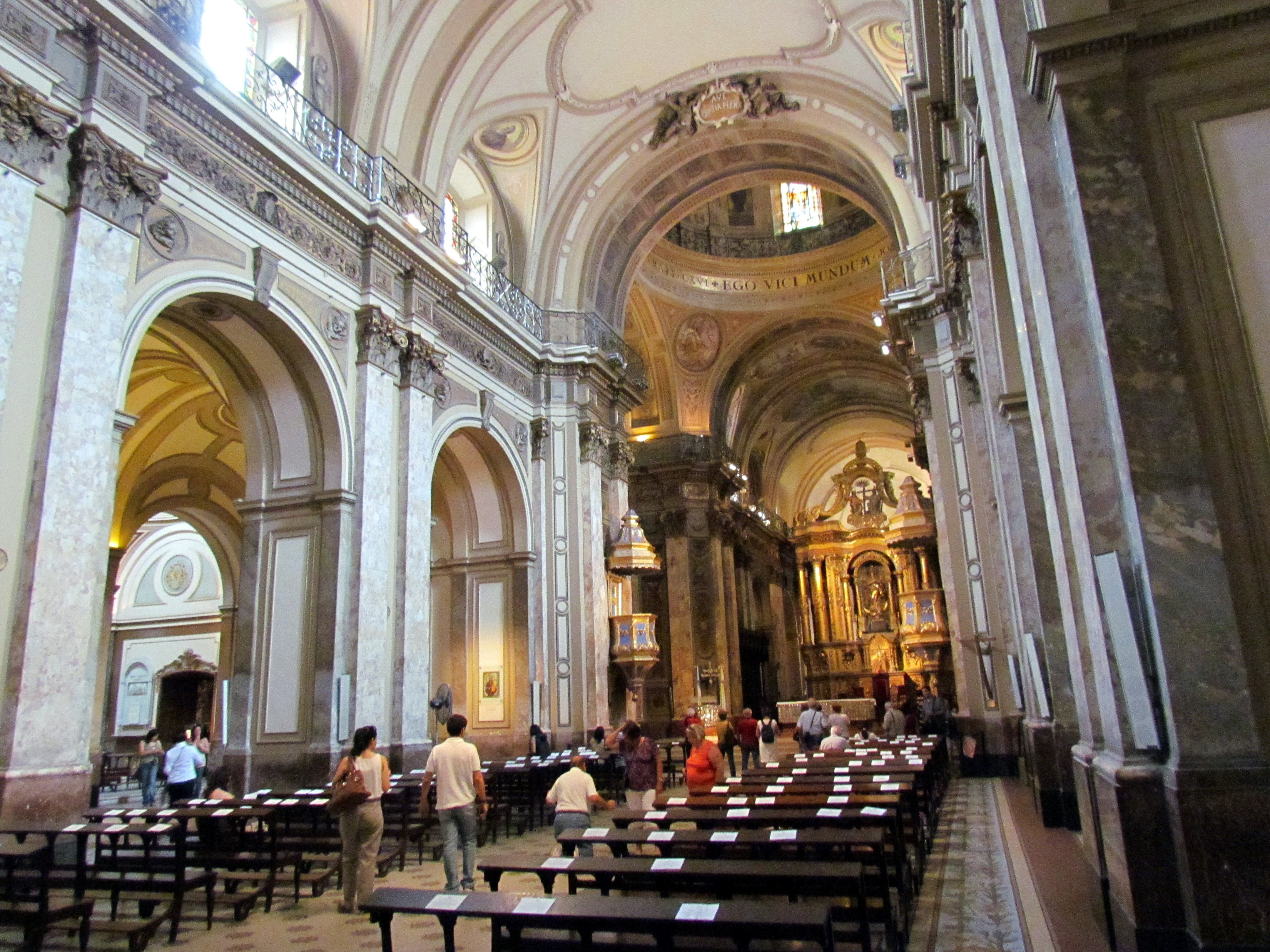
Blick durch das Kirchenschiff

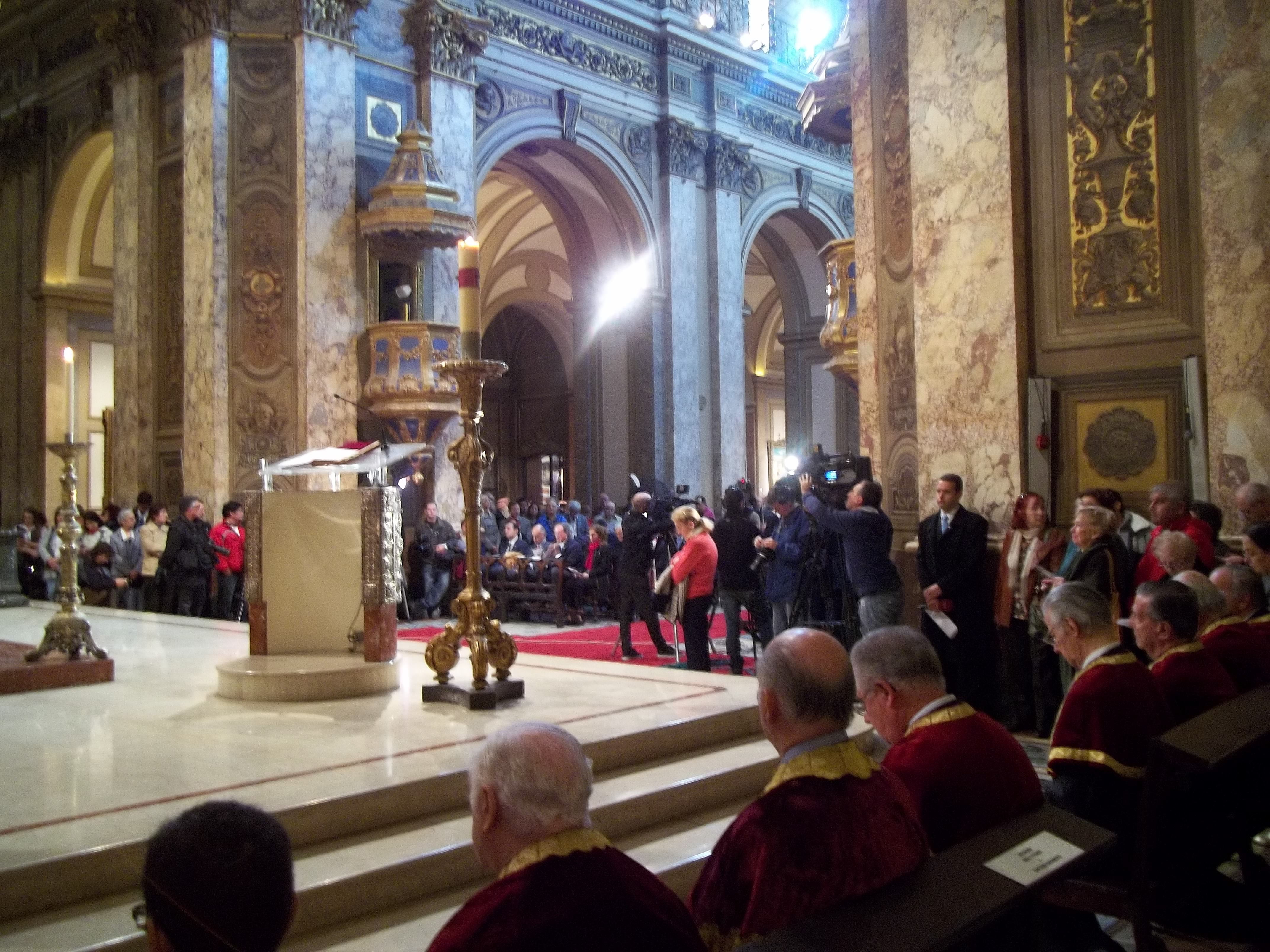
Blick vom Chor in den Kirchenraum

In der Nacht des 23. Mai 1752 stürzte das Kirchenschiff der Kathedrale ein. Es blieben nur die Fassade und die Türme stehen, weshalb der Rest des Gebäudes komplett neu errichtet werden musste. Der italienische Architekt Antonio Masella wurde mit dem Bau beauftragt und die Arbeiten starteten bereits 1753. Masella entwarf eine majestätische Kirche, viel größer als ihre Vorgängerbauten, mit einem Hauptschiff und zwei Seitenschiffen sowie einer gewölbten Decke und Seitenkapellen. Über der Vierung erhebt sich eine Kuppel. Nach der Fertigstellung der Kuppel wurden Risse im Gemäuer entdeckt, worauf sie neu gebaut werden musste. Masella wurde entlassen und angeklagt, später jedoch freigesprochen.
Die Kuppel wurde durch den portugiesischen Architekten Manuel Álvarez de Rocha ab 1770 neu gebaut. Die Fassade von Blanqui und die Türme wurden 1778 abgerissen, da sie zu klein waren im Verhältnis zur neuen Kathedrale. Der portugiesische Ingenieur José Custódio de Sá e Faria präsentierte einen Entwurf, der Rokoko- und neoklassische Elemente kombinierte, aber aus finanziellen Gründen konnte der Entwurf nicht realisiert werden. Die Kathedrale wurde schließlich 1791 ohne Fassade eingeweiht.
Die Konstruktion einer neuen Fassade begann schließlich im frühen 19. Jahrhundert unter der Leitung des spanischen Architekten Tomás Toribio, gedieh jedoch nicht sehr weit. Erst 1821, unter dem Gouverneur Martín Rodríguez und seinem Minister Bernardino Rivadavia, entstanden ernsthafte Pläne zur Fertigstellung der Kathedrale. 1826 begannen die französischen Architekten Prosper Catelin und Pierre Benoit mit dem Bau einer Fassade im klassizistischen Stil, inspiriert vom Palais Bourbon in Paris. 1827 stoppten die Bauarbeiten zunächst und wurden dann schließlich nur langsam fortgesetzt. Der Entwurf beinhaltete einen großen Portikus mit zwölf Säulen und einem dreieckigen Ziergiebel. Durch den Säulenvorbau erinnert das Gebäude eher an einen antiken Tempel denn an eine katholische Kirche. Die Pläne enthielten keine Türme, und obwohl es später Pläne gab, zwei zu bauen, wurden sie nicht realisiert.
Die Fassade wurde erst zwischen 1860 und 1863 fertiggestellt, als der französische Bildhauer Joseph Dubourdieu Reliefs für den Giebel schuf. Das Relief zeigt die Wiedervereinigung von Josef mit seinem Vater Jakob und seinen Brüdern in Ägypten. Es diente als Allegorie für die argentinische Einheit nach mehreren innerargentinischen Kriegen. Dubourdieu komplettierte auch die korinthischen Kapitelle der Säulen am Portikus.

## Innenraum
Der Grundriss der Catedral Metropolitana ist wie folgt angelegt: Mittelschiff, zwei Seitenschiffe und ein Querhaus (auch Transept genannt).
Ursprünglich bestand die einzige Dekoration aus dem Altarretabel, aber gegen Ende des 19. Jahrhunderts wurden die Wände und Decken mit Fresken geschmückt, die biblische Szenen zeigen. Sie stammen von dem italienischen Maler Francesco Paolo Parisi. 1907 wurde der Fußboden mit einem von Carlo Morra entworfenen Mosaiken im venezianischen Stil bedeckt.

### Kolonialzeit

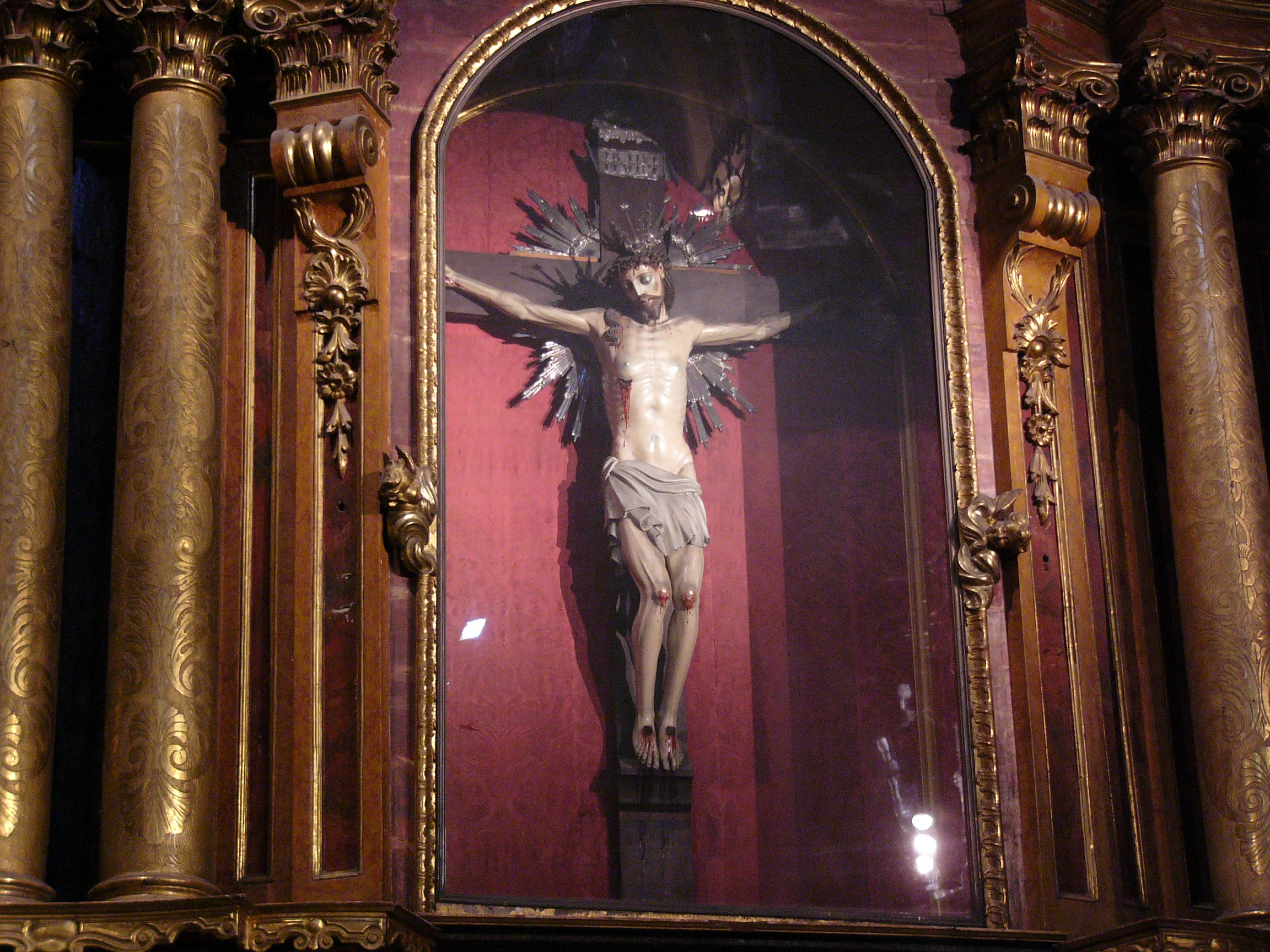
Kruzifix (Manuel do Coyto, 1671)

Die Kathedrale hat immer noch Elemente aus der Kolonialzeit. Das wichtigste ist das hölzerne Altarretabel von 1785, ein Werk des spanischen Bildhauers Isidro Lorea. Es befindet sich in der Hauptkapelle und zeigt die Jungfrau Maria und die Dreifaltigkeit im Baldachin.
Eine andere bemerkenswerte Skulptur aus der Kolonialzeit ist der Santo Cristo de Buenos Aires (Christus von Buenos Aires) im Altarretabel des Querschiffes. Bildhauer war der Portugiese Manuel do Coyto, der sie 1671 schuf. Die Skulptur ist damit die älteste in der Kathedrale. Man sagt ihr nach, durch ein Wunder die Stadt vor einer Flut im 18. Jahrhundert bewahrt zu haben.
Die zwei Kanzeln der Kathedrale wurden zwischen 1789 und 1790 durch den spanischen Bildhauer Juan Antonio Gaspar Hernández geschaffen, der später auch Direktor der ersten Kunstschule in Buenos Aires wurde.

### Orgeln

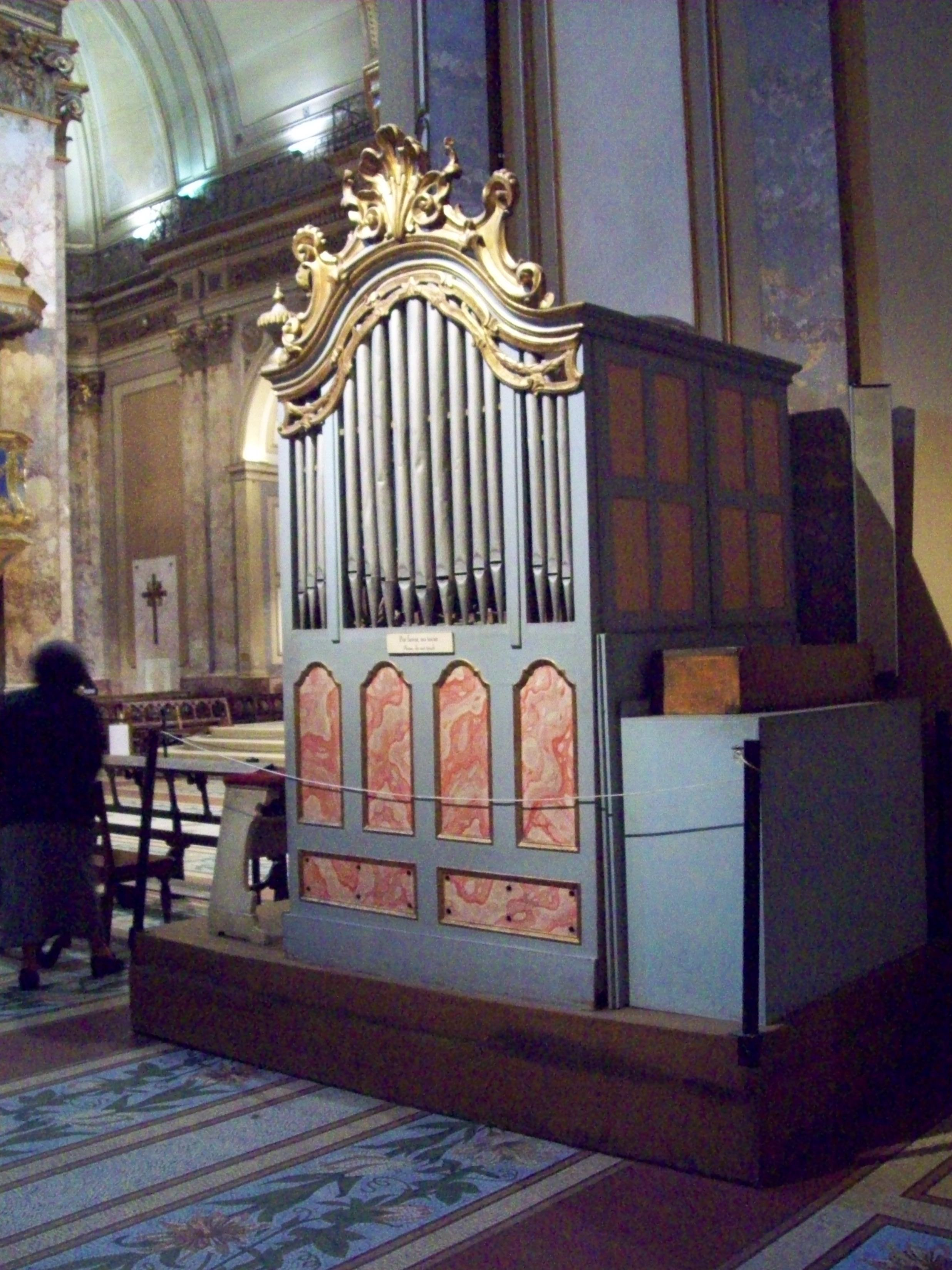
Chororgel

In der Kathedrale gibt es zwei Orgeln.
Aus der Kolonialzeit stammt ein kleines, kunstgeschichtlich sehr bedeutsames Instrument. Es wurde Ende des 18. Jahrhunderts durch einen unbekannten Orgelbauer geschaffen. 1995 wurde das Instrument grundlegend restauriert. Es dient insbesondere auch als Konzertorgel. Die Orgel hat 7 Register auf einem Manualwerk. Die Trakturen sind mechanisch.
| Manualwerk C–f3 |            |    |
| 1.              | Bordon B/D | 8′ |
| 2.              | Octaba B/D | 4′ |
| 3.              | Doble B/D  | 2′ |
| 4.              | Flauta     |    |

| (Fortsetzung) |          |       |
| 5.            | Flautado |       |
| 6.            | Cymbala  | 1′    |
| 7.            | Quinta   | 2 ⁄3′ |

| Pedal C–d0  |
| (angehängt) |

Die Hauptorgel der Kathedrale wurde im Jahre 1871 von der Orgelbaufirma E. F. Walcker & Cie. erbaut. Das Instrument hat 35 Register auf drei Manualen und Pedal. Die Trakturen sind mechanisch.
| I Hauptwerk C–f3 |                |       |
| 1.               | Principal      | 16′   |
| 2.               | Montre         | 8′    |
| 3.               | Bourdon        | 8′    |
| 4.               | Viola de Gamba | 8′    |
| 5.               | Hohlflöte      | 8′    |
| 6.               | Gemshorn       | 8′    |
| 7.               | Prestant       | 4′    |
| 8.               | Rohrflöte      | 4′    |
| 9.               | Nasard         | 2 ⁄3′ |
| 10.              | Octave         | 2′    |
| 11.              | Fourniture VI  |       |
| 12.              | Cornet V       | 8′    |
| 13.              | Trompette      | 8′    |
| 14.              | Clairon        | 4′    |

| II Nebenwerk C–f3 |                     |     |
| 15.               | Bourdon             | 16′ |
| 16.               | Montre              | 8′  |
| 17.               | Bourdon             | 8′  |
| 18.               | Salicional          | 8′  |
| 19.               | Octave              | 4′  |
| 20.               | Flute               | 4′  |
| 21.               | Cymbal II           | 2′  |
| 22.               | Basson y Clarinette | 8′  |
|                   | Tremulant           |     |

| III Schwellwerk C–f3 |               |    |
| 23.                  | Principal     | 8′ |
| 24.                  | Flûte douce   | 8′ |
| 25.                  | Fugara        | 4′ |
| 26.                  | Voix humaine  | 8′ |
| 27.                  | Physharmonica | 8′ |
|                      | Tremulant     |    |

| Pedal C–d1 |               |         |
| 28.        | Grand Bourdon | 16′     |
| 29.        | Soubasse      | 16′     |
| 30.        | Violon Basse  | 16′     |
| 31.        | Octave basse  | 8′      |
| 32.        | Violoncelle   | 8′      |
| 33.        | Quinte basse  | 10 2⁄3′ |
| 34.        | Bombarde      | 16′     |
| 35.        | Trompette     | 8′      |

- Koppeln: II/I, III/II, I/P, II/P
- Spielhilfen: Gruppenzüge (p, f, ff auf dem 1. Manualwerk), Tutti, Crescendowalze

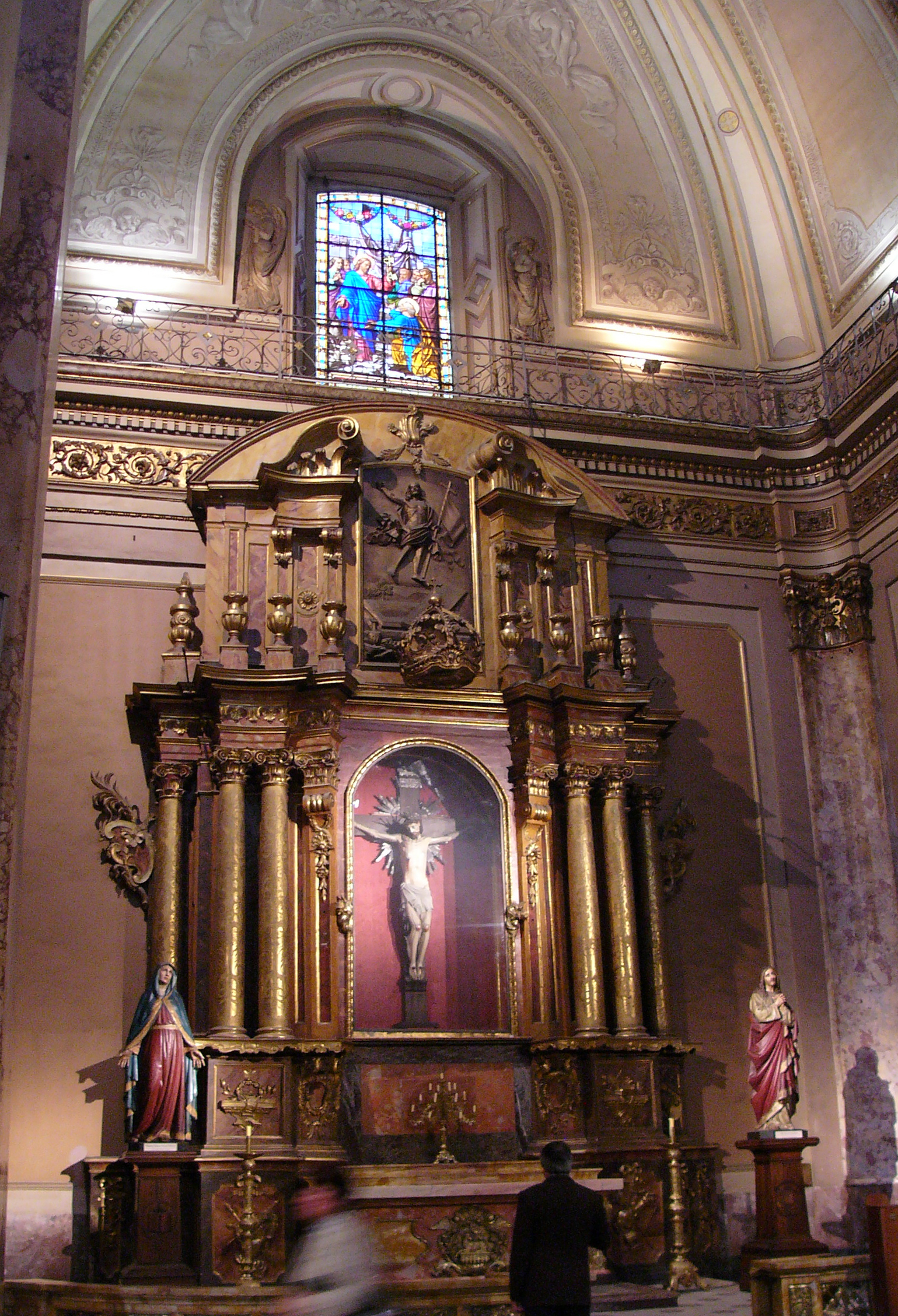
Seitenaltar
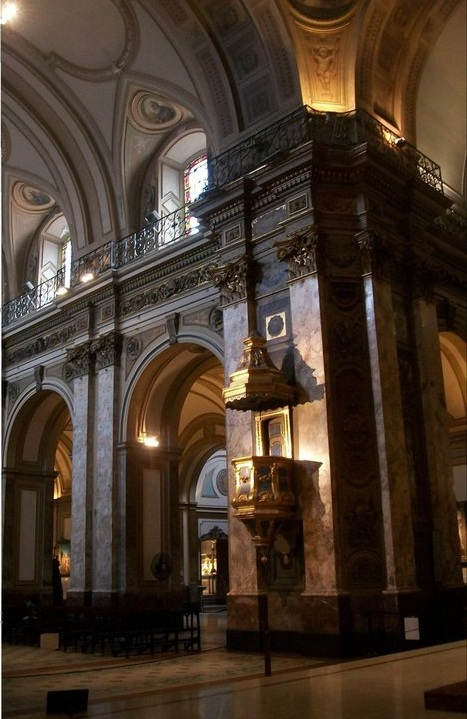
Kanzel
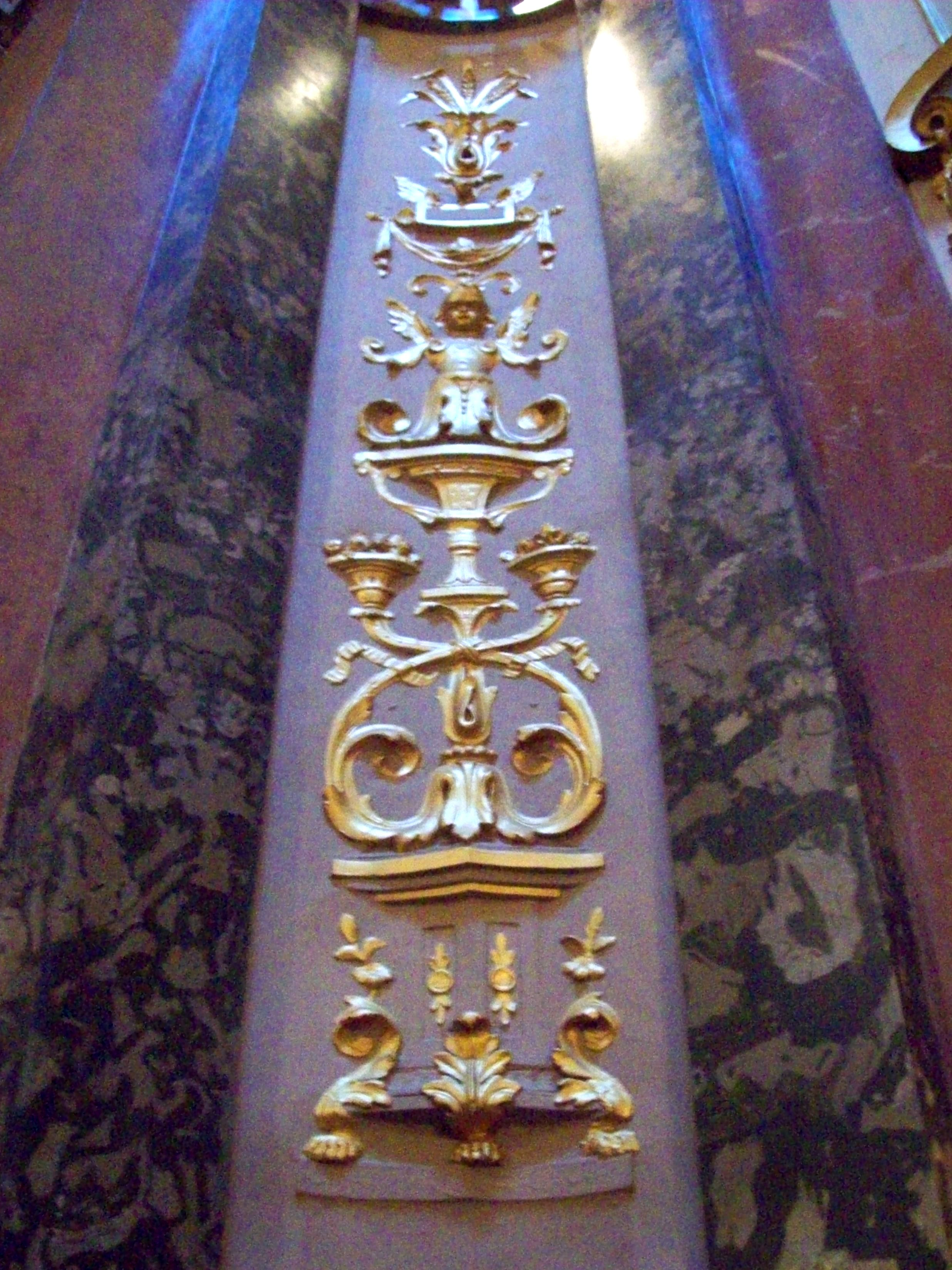
Ornamentik
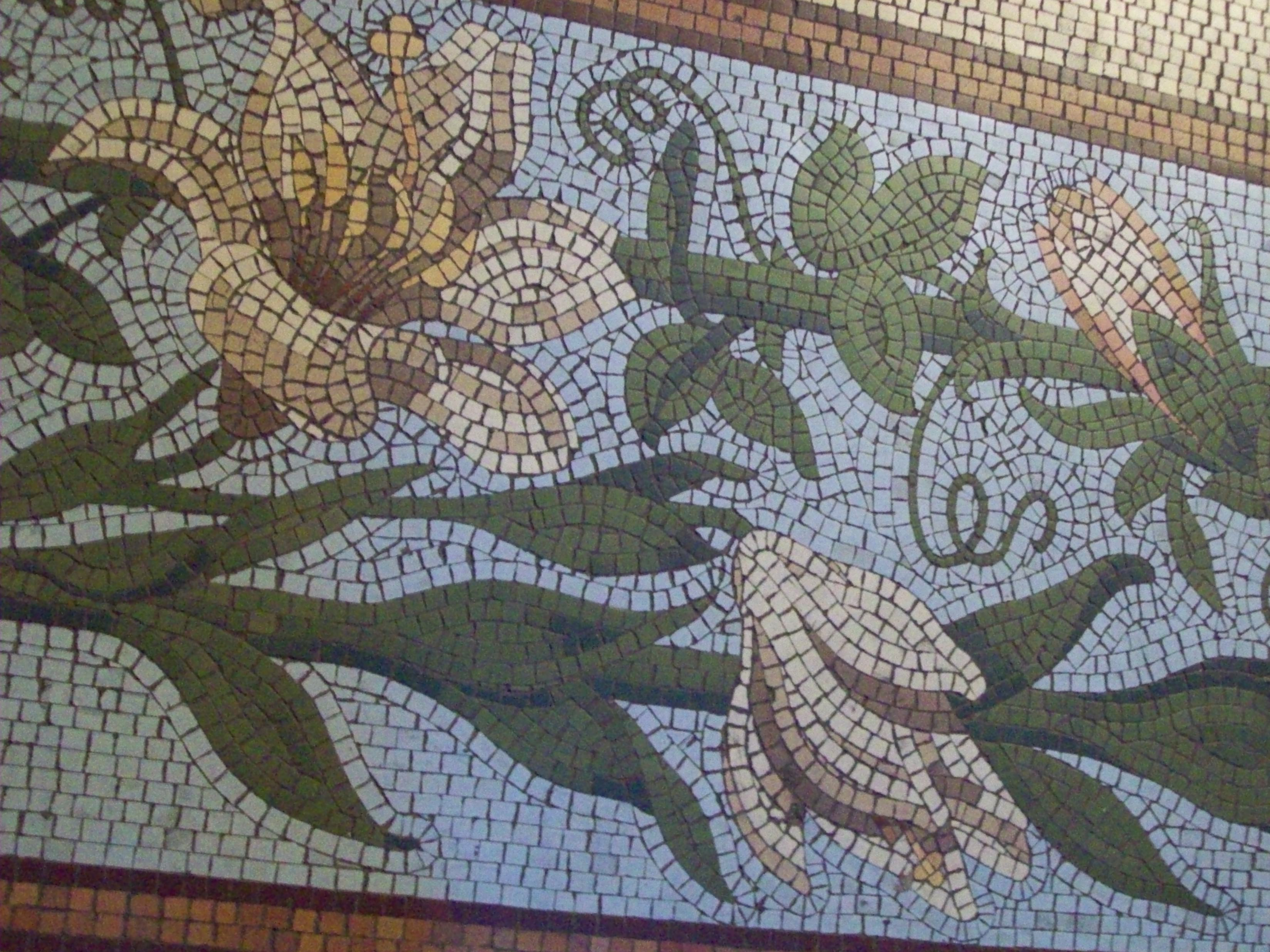
Bodenmosaik

## Mausoleum von General San Martín

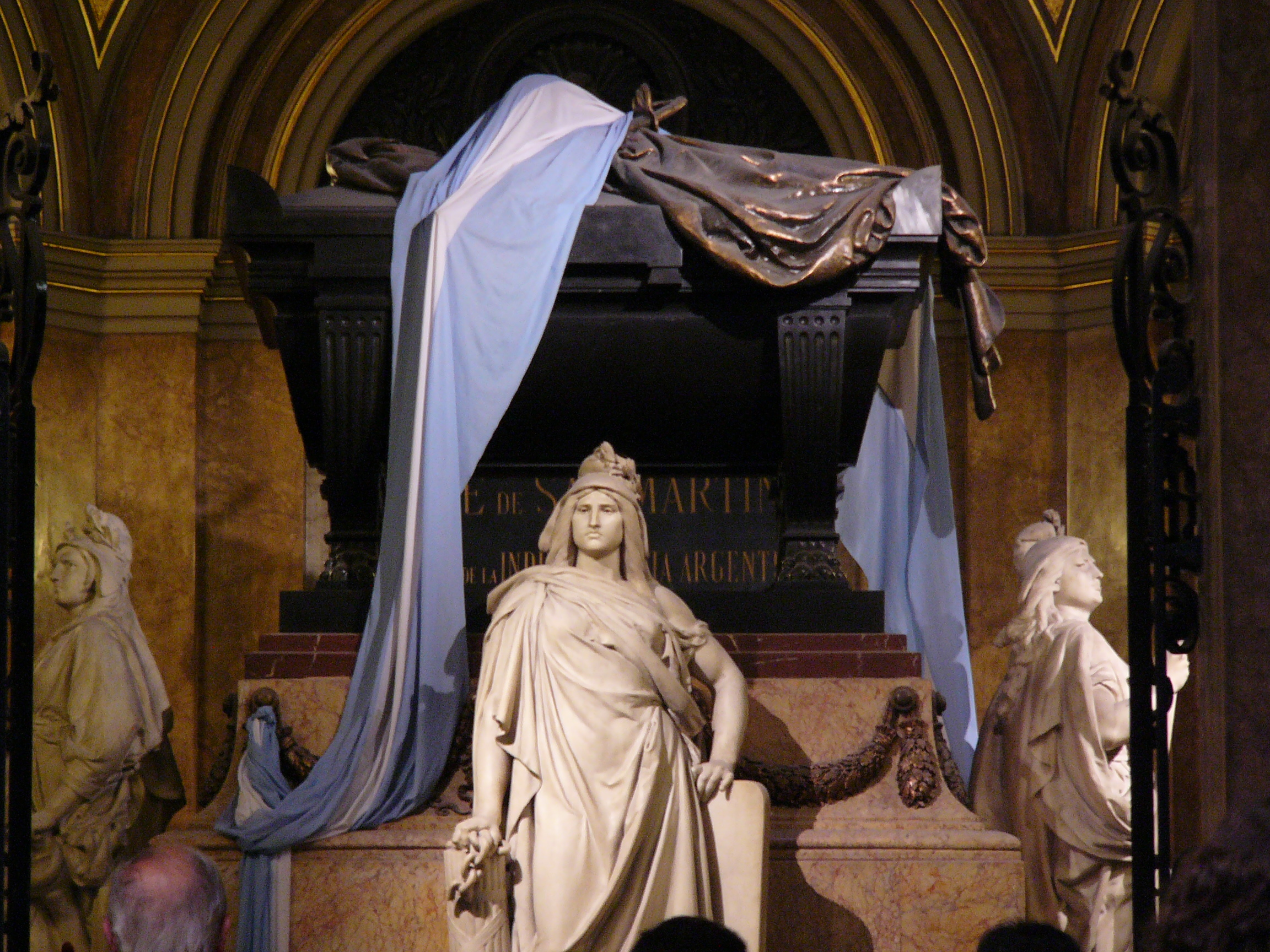
Mausoleum des José de San Martín

1880 wurden die sterblichen Überreste von General José de San Martín von Frankreich nach Argentinien gebracht und in einem Mausoleum in der Kirche bestattet. Das Mausoleum wurde von dem französischen Bildhauer Albert Carrier-Belleuse in Marmor verschiedener Farben entworfen. Der schwarze Sarkophag wird von drei lebensgroßen weiblichen Figuren beschützt, die die Länder Argentinien, Chile und Peru darstellen. Im Mausoleum sind außerdem die Generäle Juan Gregorio de Las Heras und Tomás Guido bestattet. Außerdem findet man dort das Grabmal des unbekannten Soldaten.

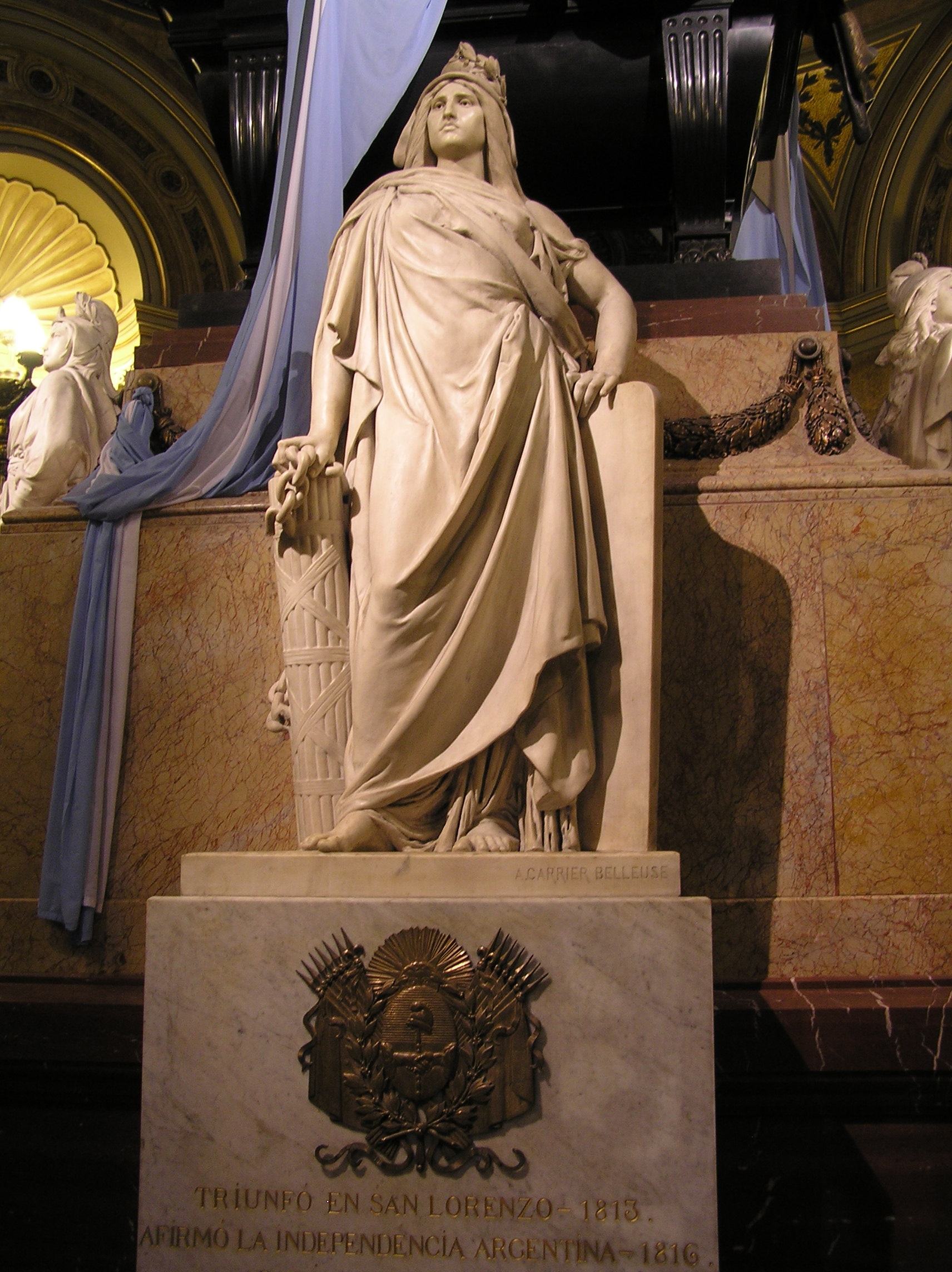
Statue des José de San Martín
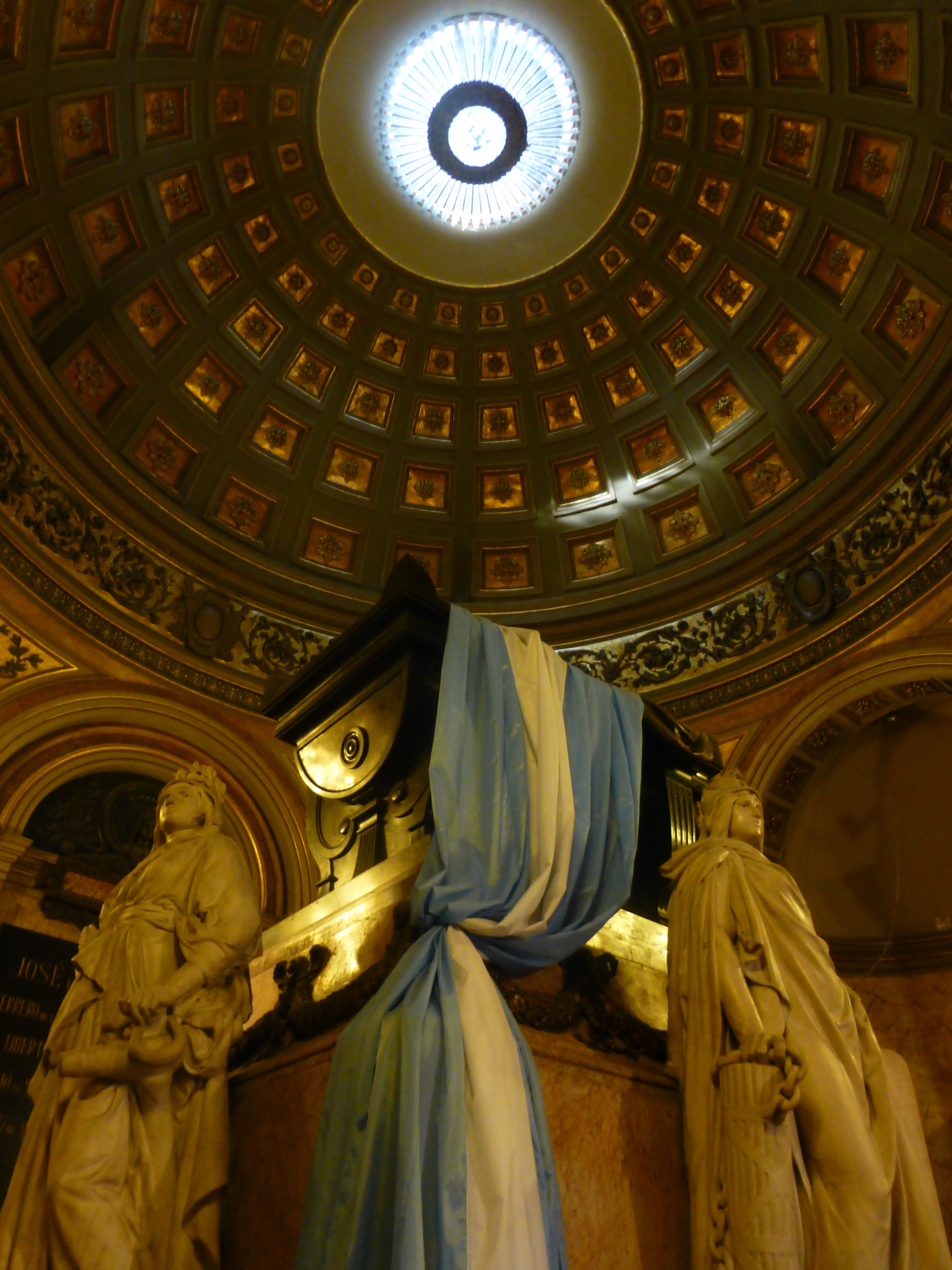
Blick in die Gewölbe der Grabeskapelle
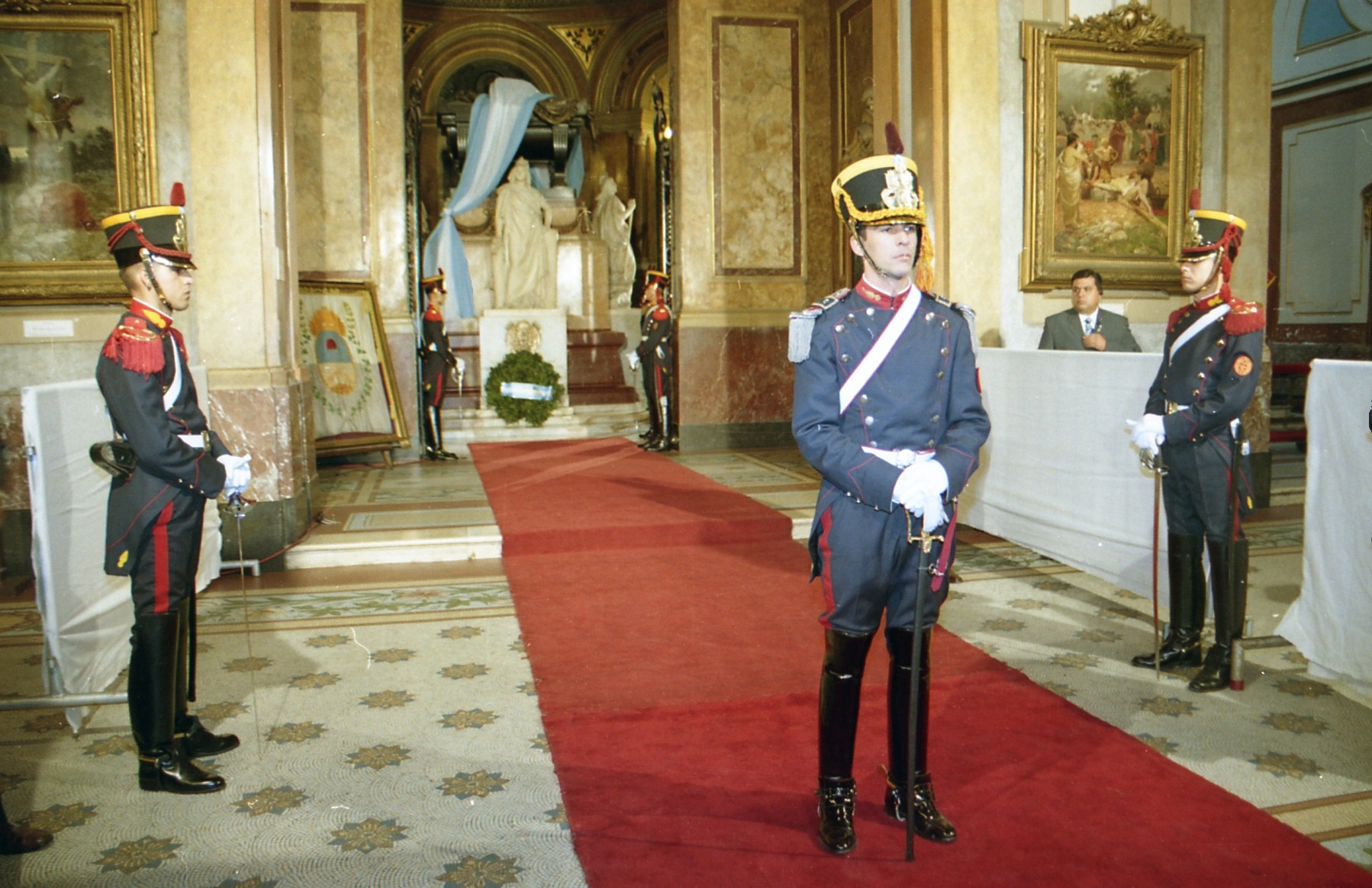
Wachbataillon vor der Kapelle